# El Alamein
El Alamein (em árabe: العلمين) é uma cidade ao norte do Egito na costa do Mar Mediterrâneo, situada a 106 km a oeste de Alexandria e a 240 km a noroeste do Cairo. A população era de 7.397 habitantes em 2007.

## Clima
Com um típico clima mediterrâneo, El Alamein possui um clima agradável o ano todo, com invernos frios e verões quentes. El Alamein também é conhecida por seu excelente meio ambiente, com ar e praias sem poluição.

## Segunda Guerra Mundial
Duas importantes batalhas da Segunda Guerra Mundial foram travadas na área.
Na Primeira Batalha de El Alamein (1 de julho - 27 de julho de 1942) o avanço das tropas do Eixo sobre Alexandria foi impedido pelos Aliados, quando os Panzers alemães tentaram flanquear a posição dos aliados.
Na Segunda Batalha de El Alamein (23 de outubro - 11 de novembro de 1942) as forças aliadas quebraram a linha de defesa do Eixo forçando-os a fazer o caminho de volta à Tunísia. Winston Churchill disse sobre esta vitória: "Agora, isso não é o fim, não é sequer o começo do fim, mas é, talvez, o fim do começo". Após a guerra, ele escreveu: "Antes de Alamein nunca tivemos uma vitória, depois de Alamein, nunca tivemos uma derrota".

## Imagens de El Alamein

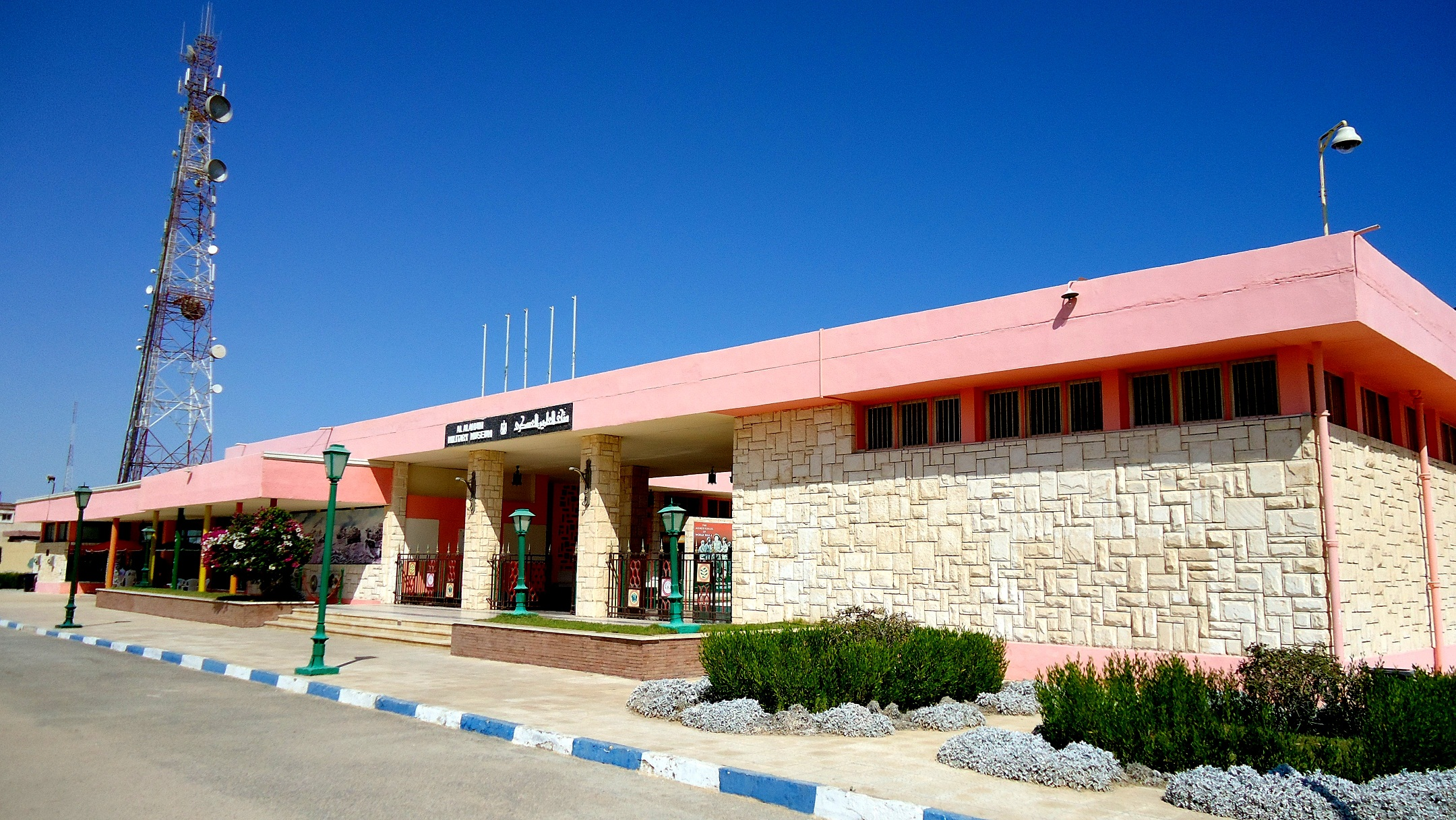
Museu Militar de El Alamein.
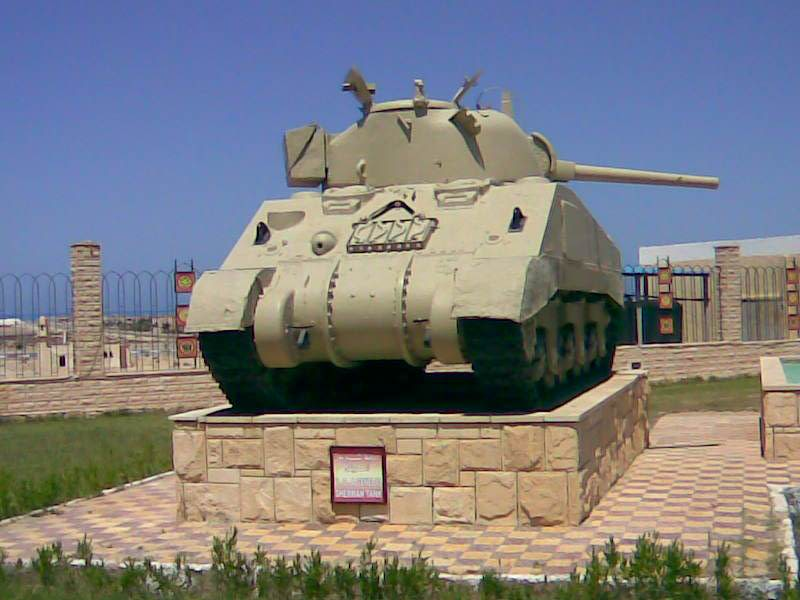
M4 Sherman exposto no Museu Militar de El Alamein.
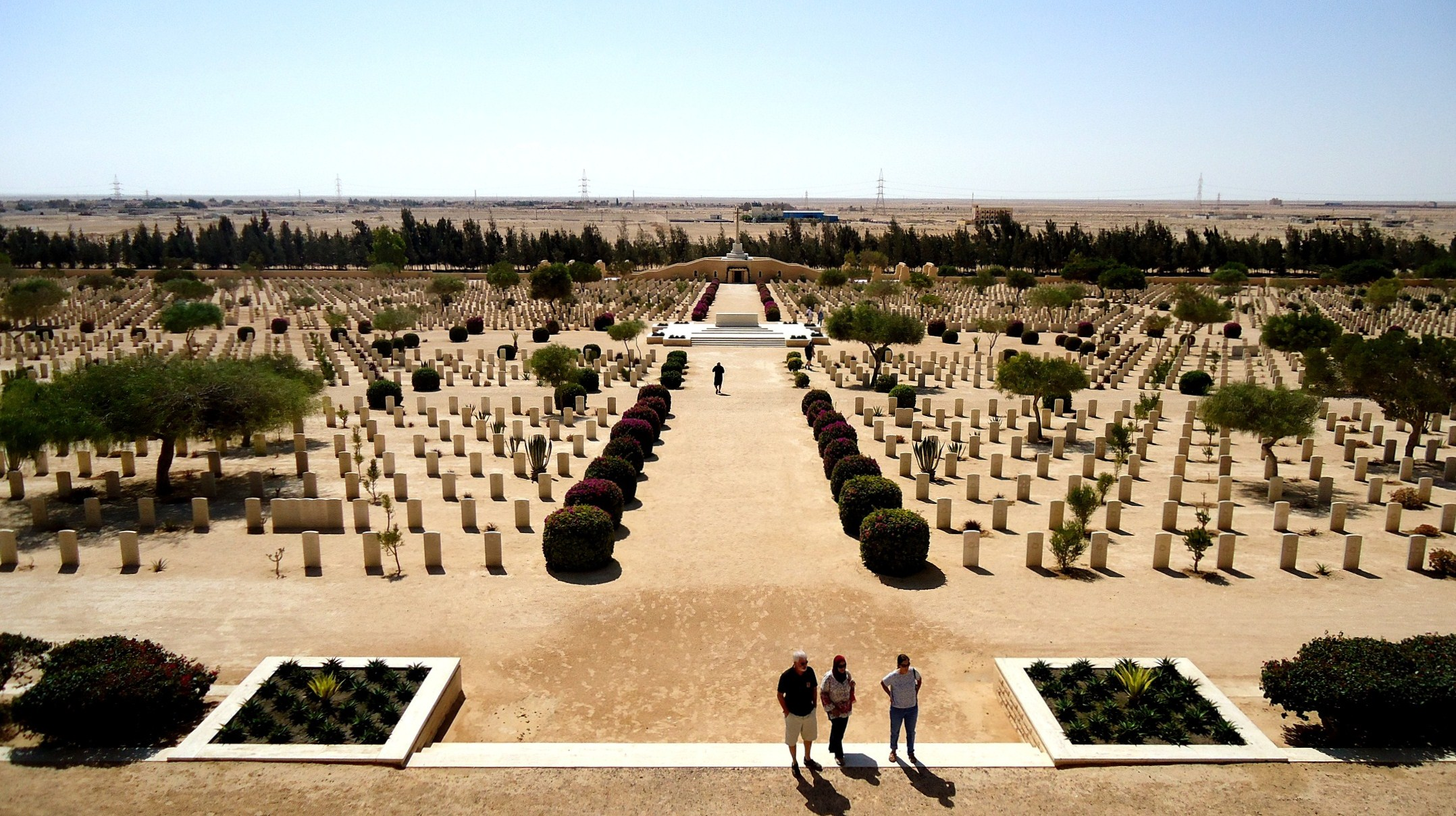
Cemitério de Guerra da Commonwealth em El Alamein.

## Ligação Externa
- «Geografia de El Alamein» (em inglês)
- «Fotos de El Alamein» (em inglês)